# تودور مارتن
تودور مارتن (بالإنجليزية: Tudor Martin)‏ هو لاعب كرة قدم ومدرب كرة قدم بريطاني، (ولد في ويلز في المملكة المتحدة 1904 – 1979 م).